# 辛迪基
辛迪基（希臘語：Σιντική）是希腊中马其顿大区塞雷专区的市镇，行政中心为锡季罗卡斯特龙镇。市镇面积为1,103.4平方公里，2021年人口数量为18,544人。
此市镇设立于2011年地方政府改革中，由原6个市镇合并而成，原市镇则成为此市镇的6个市区。